# Cromlec

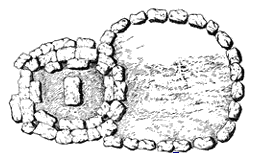
Representació en planta d'un Cromlec.

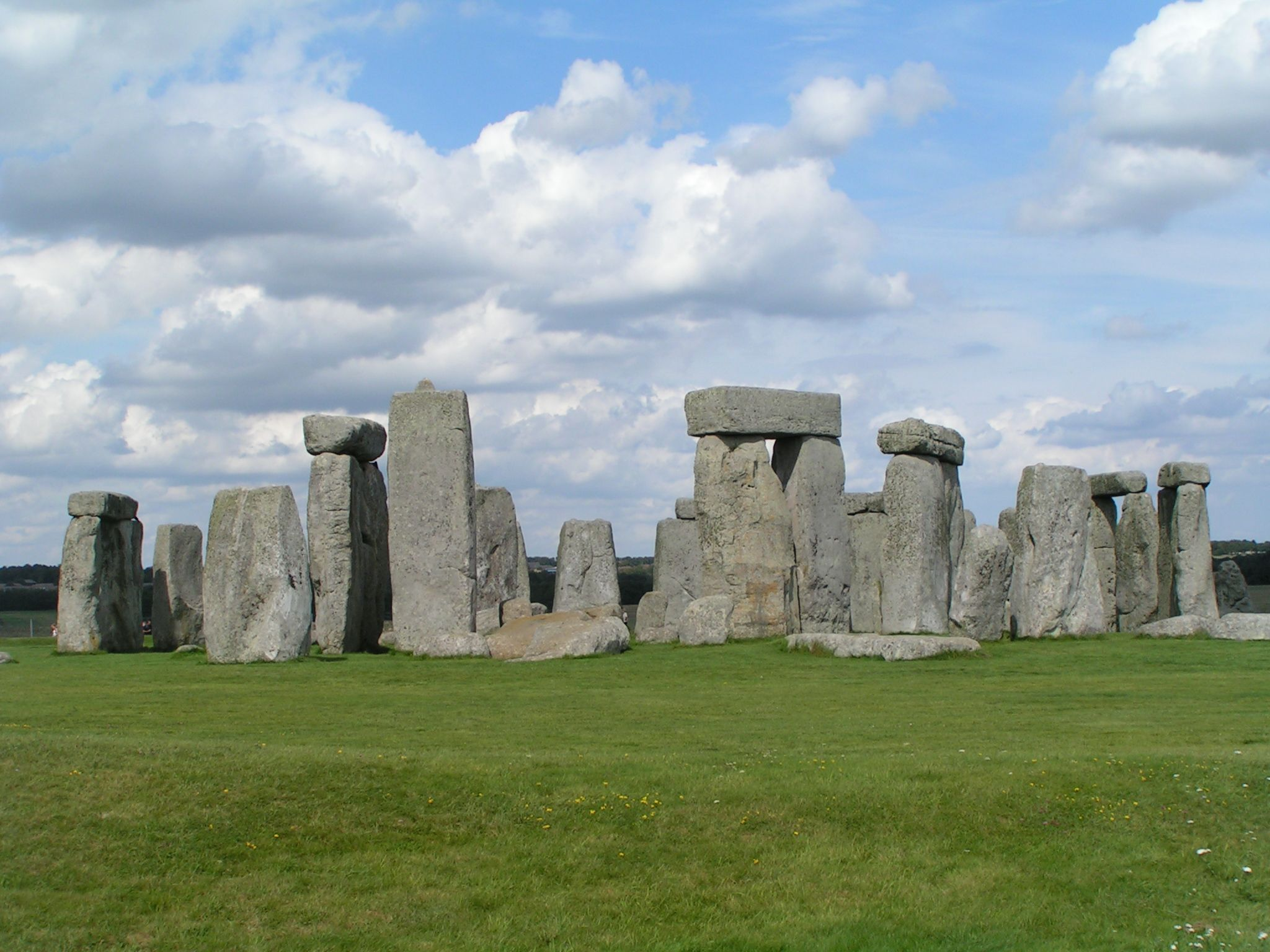
Stonehenge, Anglaterra.

Un cromlec és un monument megalític, format per pedres o menhirs clavats en el sòl i que adopten una forma circular o el·líptica, voltant un terreny. Hi ha presència de cromlecs a la Gran Bretanya, la Bretanya, el Llenguadoc, la península Ibèrica, Dinamarca i Suècia.
Anteriorment el nom, que deriva de l'irlandès crom leach (lloses corbades) definia els dolmens.
Es van construir durant el Neolític, entre 3500 i 2000 a. C. aproximadament. Segons els experts, possiblement eren santuaris. També es diu que tenien una funció astrològica per indicar les estacions. Un dels més populars i més coneguts és el cromlec de Stonehenge, a Anglaterra. A Catalunya s'ha descobert per exemple el recinte de mas Baleta, als estanys de La Jonquera